# Alcohol polivinílic
Un alcohol polivinílic són fibres de polímers per polimerització de cadenes rectilínies de composts de vinil amb, almenys, un 85% en pes d'alcohol vinílic o actetat vinílic (Iwakuni, Jodin, Synthofil, Yeranite).